# Csaba Kuttor
Csaba Kuttor (Miskolc, 19 de agosto de 1975) es un deportista húngaro que compitió en triatlón y acuatlón.
Ganó una medalla de bronce en el Campeonato Europeo de Triatlón de 2009 y una medalla de plata en el Campeonato Mundial de Acuatlón de 2004.

## Palmarés internacional
| Campeonato Europeo | Campeonato Europeo    | Campeonato Europeo | Campeonato Europeo |
| Año                | Lugar                 | Medalla            | Prueba             |
| ------------------ | --------------------- | ------------------ | ------------------ |
| 2009               | Holten (Países Bajos) | Medalla de bronce  | Relevo mixto       |

| Campeonato Mundial | Campeonato Mundial | Campeonato Mundial | Campeonato Mundial |
| Año                | Lugar              | Medalla            | Prueba             |
| ------------------ | ------------------ | ------------------ | ------------------ |
| 2004               | Funchal (Portugal) | Medalla de plata   | Individual         |